# 雙子盜龍屬

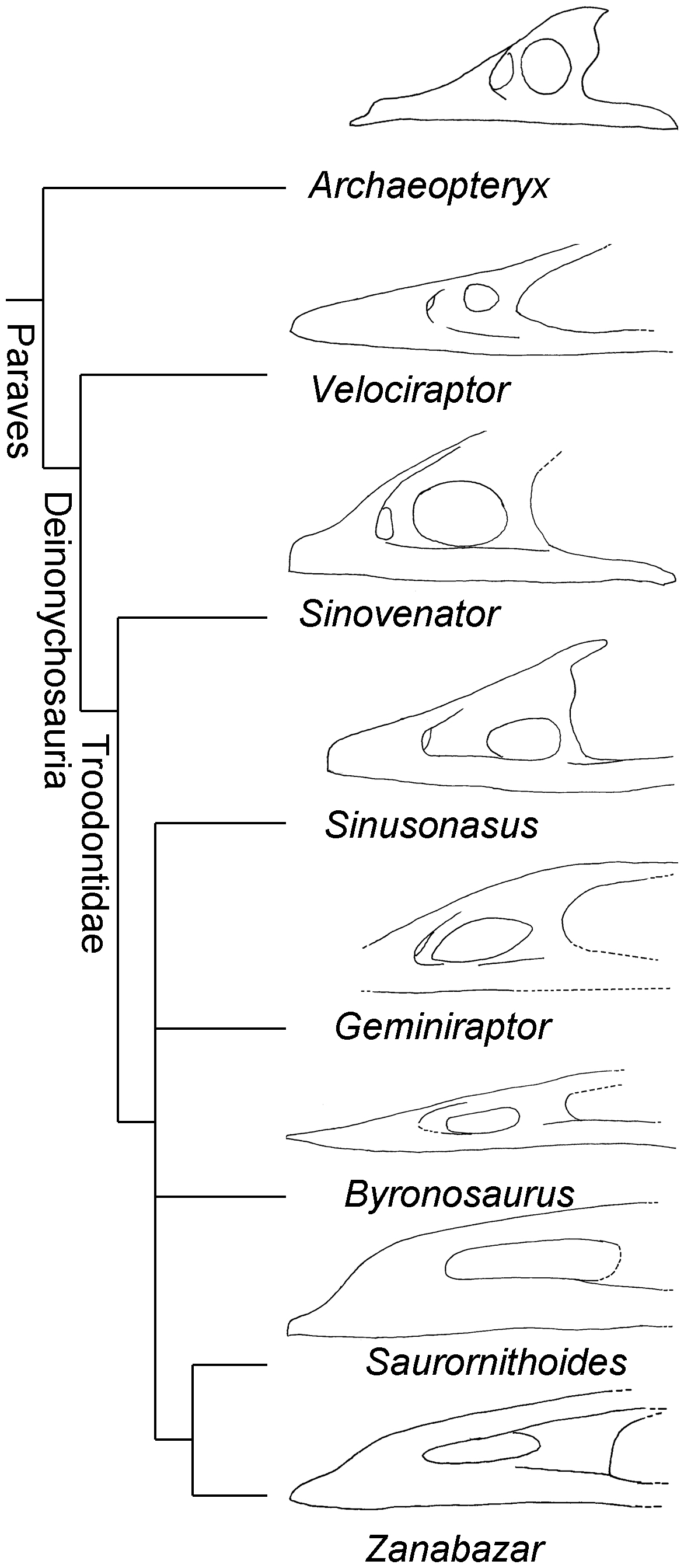
數種近鳥類的上頜比較圖，從上到下為：始祖鳥、伶盜龍、中國獵龍、曲鼻龍、雙子盜龍、蜥鳥龍、扎納巴扎爾龍

雙子盜龍屬（學名：Geminiraptor）是獸腳亞目傷齒龍科恐龍的一屬，生存於白堊紀早期的北美洲。
正模標本（編號CEUM 7319）是一個頭顱骨的上頜，是由雙胞胎古生物學家Celina Suarez、Marina Suarez發現於美國猶他州的雪松山組（Cedar Mountain Formation）黃貓段，地質年代可能約1億3000萬年前，地質年代大約相當於貝里亞階早期。
在2010年，菲力·森特（Phil Senter）、詹姆士·柯克蘭（James Kirkland）等人將這些化石進行敘述、命名，模式種是蘇氏雙子盜龍（G. suarezarum）。屬名在拉丁文意為「雙子的盜賊」，種名則是以發現化石的Suarez兄弟為名。
根據其上頜骨頭，可知雙子盜龍的體型類似其他白堊紀早期的傷齒龍科，例如傷齒龍。由於可鑑定特徵少，目前無法確定雙子盜龍在傷齒龍科的詳細演化位置，只能確定牠們是拜倫龍、曲鼻龍的近親。